# Henri P. Willems
Pour les articles homonymes, voir Willems (homonymie).
Henri P. Willems, né le 30 septembre 1899, est un bobeur belge.

## Carrière
Henri Willems participe aux épreuves de bobsleigh aux Jeux olympiques de 1924 à Chamonix et remporte la médaille de bronze en bob à quatre. 

## Palmarès

### Jeux Olympiques
- : médaillé de bronze en bob à quatre aux Jeux olympiques d'hiver de 1924.